# Tina Turner
Tina Turner (rojena kot Anna Mae Bullock), ameriška pevka, plesalka, igralka in tekstopiska, * 26. november 1939, Nutbush, Tennessee, ZDA, † 24. maj 2023, Küsnacht, Švica.

## Življenje
Turner se je s 16 leti preselila v St. Louis v ameriški zvezni državi Misuri in postala prepoznavna po energičnih nastopih z naslovom The Ike & Tina Turner Revue v 1960-ih in 1970-ih letih. Na vrhuncu uspeha po turneji Revue, si je Turner ustvarila ugled popolne zvezde zabave nastopov v živo. Kljub temu, da je bila pred ločitvijo z Ikom kot pevka zelo znana in čislana, je leta 1984 naredila, po mnenju nekaterih, neverjeten povratek v zgodovini rock glasbe in dosegla sloves mednarodne superzvezde.
Tina Turner je živela s svojim dolgoletnim partnerjem, Nemcem Erwinom Bachom, založnikom glasbenih posnetkov, na več krajih: v Küsnachtu, Zürichu v Švici, in v Nici v Franciji.

## Glasba
Turnerjeva se je najbolj uveljavila kot rock glasbenica, pela pa je tudi v slogih popa, danca, soula in R&B. Poznana je bila po zelo energičnem nastopu na odru, izredno močnem vokalu, spektakularnih rock koncertih in tudi po svojih dolgih in čvrstih nogah.

## Dosežki
Tina Turner je bila ena izmed svetovno najpopularnejših in najbolj prodajanih glasbenic in je najuspešnejša ženska rock pevka vseh časov s prek 200 milijoni prodanih plošč. Prodala je več koncertnih kart kot katerikoli drugi solo izvajalec v zgodovini. Osvojila je osem kipcev za nagrado Grammy, njena stalna prisotnost in popularnost v rock glasbi pa sta ji med publiko prinesla sloveči naziv »kraljica Rock & Rolla" ("The Queen of Rock & Roll)«. Do takrat je imela Turnerjeva 7 singlov na Billboardovi lestvici top 10, 16 singlov na ameriški R&B lestvici top 10 in preko 20 top 40 hitov v Združenem kraljestvu. V tisku so jo označili z naslednjimi izrazi: »resnična rock diva v vseh pogledih«, »prva prava diva soula«, »najbolj dinamična ženska soul pevka v zgodovini glasbe« in »ena najbolj vročih izvajalk soul glasbe«.

## Albumi
- Tina Turns the Country On! (1974)
- Acid Queen (1975)
- Rough (1978)
- Love Explosion (1979)
- Private Dancer (1984)
- Break Every Rule (1986)
- Foreign Affair (1989)
- What's Love Got to Do With It (1993)
- Wildest Dreams (1996)
- Twenty Four Seven (1999)
- Tina! (2008)